# 書留郵便
書留郵便（かきとめゆうびん、英語: Registered）とは、郵便の特殊取扱の一種である。略称は書留。書留郵便は、主に、重要書類、クレジットカード、現金、チケットなど、軽量な貴重品を送付する際に利用されている。輸送中や配達中に一通でも紛失すれば、速やかに発覚する仕組みになっているため、郵便局が扱う郵便物等の中で、最も取扱が厳密なサービスである。

## 制度
書留郵便と配達証明の関係は国によって異なる。日本では配達証明は一般書留郵便物等に加算料金を支払うことで付加することができるサービスとなっている。アメリカ合衆国やイギリスなどでも書留と配達証明は別の特殊取扱であるが、フランスやドイツなどでは書留は配達証明を兼ねたものになっておりオプションではなく同一のサービスである。
書留という名称の由来は、明治時代に局員が差出票を書き留めていたことに由来する（差出票とは、書留を差し出す際に必要な用紙で、宛名と差出人の住所と氏名を記入しておき、郵便事故の際に損害賠償金を受け取る差出人を特定するために用いられる）。

## 日本における書留郵便

### 内国郵便の書留の種類
内国郵便において、書留は「一般書留」「現金書留」「簡易書留」の3種の総称である。
「書留」は2007年の郵政民営化以前は一般書留のみを指す言葉であったが、民営化後は「書留」は一般書留、現金書留、簡易書留の3種の総称となった。
追跡番号が付いており、簡易書留を除き引受から配達の中途の送達過程まで書面および端末データで記録され、郵便追跡サービスでの追跡が可能である（簡易書留は中途の状況把握は省略される）。また、万一の毀損や紛失の場合、損害要償額の範囲内で実損額が差出人に対して補償される。
受け取りにおいては、印章（シヤチハタでもよい）またはフルネームの署名が必要なので、必ず対面で配達される。宅配ボックスへの配達は禁止されているが、2017年6月1日より、集配郵便局に別途申請をすれば、戸建住宅に設置された宅配ボックスのみ配達可能となった（ただし現金書留は配達不可能）。個人宅宛ては曜日に関わらず配達を行うが、対面配達で受領印を得る必要上、官公庁・企業・学校宛ては平日を含め休業日の場合に配達されないことがある。
なお、ゆうメールは郵便物に準じた書留とすることができる。また、かつては「書留ゆうパック」としてゆうパックに書留を付けることができたが、2010年7月1日に後継の「セキュリティゆうパック」が新設されたため、「書留ゆうパック」は廃止された。セキュリティでない基本ゆうパックの補償額は最高30万円となったため、信書が入っていない場合は書留郵便より安価な運賃で迅速に届く場合もある。

#### 一般書留
現金でない重要な郵便物、簡易書留でカバーできない損害要償額5万円を超える郵便物、郵便法の規定により貴金属や宝石を郵送する場合に使われる。郵便物の引受から配達までの送達過程を、中継局も含めて書面および端末データで記録する。要償額の最高額は500万円まで設定でき、特殊取扱料金は要償額10万円までで480円。10万円を超え5万円増えるごとに23円が加算されていく。なお、配達証明・引受時刻証明・本人限定受取・内容証明・特別送達の取扱とする場合は一般書留を併用しなければならない。郵便物への表示方法は（前記の配達証明等のオプションを何も併用しなければ）「一般書留」と記載するが、「書留」という記載も引き続き許容されている。追跡番号の1桁目は「1」。

#### 現金書留
現金（日本の有効な紙幣・硬貨であって、外国の紙幣・硬貨は含まれない。また日本円でも、失効した古銭は含まれない）を郵送する場合は、現金書留としなければならない。現金を現金書留としないで普通郵便や特定封筒郵便物（レターパック）等で送ることは郵便法第17条に違反する行為であり、発覚した場合は郵便法第40条によって郵便物が差出人に窓口で返還され、意図的に行っていた場合は郵便法第84条第1項によって不正に郵便に関する料金を免れた者として30万円以下の罰金刑が科せられる可能性がある。引き受け後の部内での扱いは一般書留郵便物と同じで、郵便物の引受から配達までの送達過程を、中継局も含めて書面および端末データで記録する。要償額の最高額は50万円まで設定でき（つまり送付できる最高額が50万円）、特殊取扱料金は要償額1万円までで480円。1万円を超え5000円増えるごとに11円が加算されていく。オプションサービスは一般書留にあるものとほとんど同じものが利用できる。現金書留は窓口で販売する現金封筒（売価21円）に入れて送付しなければならない。現金封筒は定形サイズの封筒と、大型の熨斗袋が入れられる定形外サイズの封筒がある。現金封筒には、信書など通信文の封入も可能。追跡番号の1桁目は「2」。
なお、以前は「現金書留ゆうパック」としてゆうパックで現金を送ることができたが、サービスの改訂で2010年以降はゆうパックで現金を送ることができなくなった（ただしコイン業者など、従前からの大口契約者は特例として今でも「現金書留ゆうパック」を送ることができる）。現金書留は日本で通用する通貨を送付する方法で外貨は現金書留では送れないため、外貨を郵送する場合は一般書留や簡易書留を用いることとなる。

#### 簡易書留
内容品の価値が5万円以下の少額の金券類や、金銭的価値がないか小さいクレジットカードやキャッシュカード、小切手や手形、願書や入学手続きなど重要書類の発送など、対面配達を希望する場合に多用される。郵便物の引受と配達のみ、書面および端末データで記録する。一般書留・現金書留と異なり、中継局での記録は行わない（追跡サービスの情報も引受局と配達局のみ表示される）。要償額は上限を5万円とする実損額である。状況把握の簡易さと補償額の低さに応じて特殊取扱料金を350円と低くしている。補償を求めない場合、類似サービスにレターパックプラスがある。追跡番号の1桁目は「3」「4」「9」。

#### （参考）特定記録
特定記録は書留ではないが便宜上、ここで記述する。2009年3月1日から取り扱いが開始された。郵便物の引受に関しては書留と同様に受領証を発行するものの、配達に関してはバーコードを端末機で読み取り受取人の郵便受箱に投函される。特殊取扱料金は210円。なお、普通郵便と同じく速達や配達日指定のオプションを付加しない限り土日祝日の配達は行わない。速達を付加する場合、類似サービスにレターパックライトがある。

#### （参考）配達記録（廃止済）
配達記録は書留ではないが便宜上、ここで記述する。1995年に取り扱いが開始され、2009年2月28日に廃止された。郵便物の引受と配達を記録する点は簡易書留とほぼ同じだが、万一の毀損・紛失の場合に（局員の故意または明らかな過失が認められない限りは）損害賠償を請求できない。特殊取扱料金は210円。付加できるオプションは速達と配達日指定。クレジットカードやチケットなどを確実に届けるために大口顧客による利用が多かった（これらは現在は事実上の後継サービスである簡易書留で送られている）。追跡番号の1桁目は「5」または「6」。
配達記録のサービス見直しの背景には、郵便事業株式会社が書留部門（簡易書留や配達記録を含む）の大幅な採算割れを看過できなくなったことがあげられる。郵便事業株式会社が公表している部門別収支では、2006年度の「速達・書留部門」は年間424億円の赤字を計上し、郵便事業全体の足を引っ張る存在となっていた。配達記録郵便はオプション料金を簡易書留の半額程度しか稼げないのに、簡易書留とほぼ同じ扱いで日祝日にも配達する上、社会構造の変化（共働き家庭の増加等）により平日に不在の家庭が増え、配達においては簡易書留と同じく対面で再配達のコストがかかる存在となっていた。これが「利用者が増加しても利益につながらない」悪循環を招いたといわれる。宅配便会社からシェアを奪うため安価な価格を設定し、クレジットカード会社などの大口顧客が、大量の郵便物を簡易書留よりも料金が安い配達記録郵便で送っていた。

### 内国郵便の書留の差出方法
一般書留・簡易書留・特定記録
郵便物を窓口に持参し、一般書留・簡易書留・特定記録のいずれで発送するか、また速達や配達証明（一般書留の場合）などのオプションサービスを加える場合は申し出る。また、一般書留で損害要償額が10万円を超える場合も申し出る必要がある。
持参した郵便物を窓口端末機のスキャナーで読み取る場合は、引受の受領証が感熱紙のレシートで発行される。または窓口に用意してある「書留・特定記録郵便物等差出票」に差出人の住所氏名等を記入して提出するよう求められることもある。この差出票には要償額欄があるので、10万円を超える場合はこちらに記入しても良い。
封筒に直接所定料金分の郵便切手を貼付するか、郵便料金を現金や利用可能なキャッシュレス決済で支払う。
なおバーコードを貼付するため、郵便ポストに差し出すことは当然不可能である。集荷は企業であっても現在は原則的に行っていない。
現金書留
あらかじめ現金封筒（21円）を購入していない場合、窓口で購入することが必要。熨斗袋への封入や信書を同封しても構わない。内封筒に現金（最高50万円まで）を入れて封を互い違いに糊付けし、封印として3か所に認印またはサインをする。
郵便物を窓口に持参し、速達や配達証明などのオプションサービスを加える場合は申し出る。窓口端末機のスキャナーで読み取る場合は中に入れた金額を要償額として申し出るが、「書留差出票」に記入する場合は要償額欄に金額を記入する。
封筒に直接所定料金分の郵便切手を貼付するか、郵便料金を現金等で支払う。

### 内国郵便の書留に付加できるオプションサービス

#### 速達・配達日指定
すべての書留および、特定記録郵便に付加できる。

#### 配達証明
郵便物を配達したという事実を証明する葉書を、配達局が差出人に送付する（実際の受取人が誰かを証明するものではない）。一般書留および現金書留に付加できる。特殊取扱料金は350円（ただし、差出後に配達証明を請求する場合の料金は480円）。

#### 引受時刻証明
郵便物の引受時刻を証明する。一般書留および現金書留に付加できる。特殊取扱料金は350円。

#### 本人限定受取郵便
宛名の本人に対面で配達（または窓口交付）を行なうサービスで、家族や同居人は決して受け取れない。一般書留および現金書留に付加できる。本人確認レベルにより、下記の3つの型がある。特殊取扱料金はいずれも270円。
基本型
この型は、宛先への配達は行わないのが特徴である。受取人は、印鑑と「本人限定郵便到着のお知らせ」と本人確認書類を持って、受取人宅への配達を担当する郵便局に受け取りに行く。その際に「写真付き公的証明書（運転免許証や個人番号カード（マイナンバーカード）など）が1点」または「写真の付いていない公的証明書（健康保険証など）や写真付き社員証など2点」の提示が必要となる。窓口局員は本人確認書類の提示を受け、身分証明書番号を控える。電子署名及び認証業務に関する法律に規定される、最も厳格な本人確認が実施される。
特例型
この型は、郵便局に取りに行く方法のほか、宛先住所への配達も選択できるのが特徴である。受け取る際は本人確認書類として「住所・氏名・生年月日の記載がある公的証明書1点」の提示が必要で、これは証明写真が無くても構わない（つまり健康保険証1枚でも構わない）。配達員または窓口局員が身分証明書番号を控える。本人確認の根拠となる法律については、他の型とは異なり明記されていないが、旧住所記載の本人確認書類でも受け取れるので、最も本人確認レベルが低い型である。近年は「特例型」よりも、さらに差出人にとっての利便性と本人確認レベルを高めた「特伝型」が新設されたため、特例型は企業側が積極的に利用しなくなった。
特定事項伝達型（特伝型）
この型は、特例型と少し似ている部分はあるが、本人確認書類の内容を、郵便局が差出人に情報提供するのが特徴である。
受け取り方法は、宛先住所への配達か、ゆうゆう窓口のある郵便局へ受け取りに行くかのいずれかを選択できる。必要な本人確認書類は顔写真が貼り付けられたもの限定されている本人確認書類に宛先住所と同じ住所が記載されていないと受け取ることはできない。配達完了後に郵便局は「本人確認書類の名称・記号番号・生年月日」を、インターネットの日本郵便会員専用ウェブサイト上で差出人に通知する。差出条件は後納契約した事業者のみであり個人での差出は不可能。
主な利用として、インターネット経由で申し込んだクレジットカードまたは各種ローンカードの受け取りや、ネット証券会社やネット銀行への口座開設時に送られる書類などが挙げられる。
犯罪による収益の移転防止に関する法律に規定される本人確認が実施される。

#### 内容証明
一般書留とした郵便物にのみ適用可能。郵便認証司が文書の内容を証明する。しばしば配達証明と併用される。郵便認証司がいる、主に集配局など一部の郵便局のみの取扱い。

#### 特別送達
一般書留とした郵便物にのみ適用可能。民事訴訟法上の送達に用いられる。

#### 返信依頼郵便
一般書留とした第一種定形外郵便物にのみ適用可能。

## 欧米における書留郵便

### ヨーロッパ

#### EU域内での取扱い
EU域内の郵便事業会社では、書留郵便の取り扱いについて、すべての営業日で5日以上、1日1回以上の頻度で建物等へ配達することを義務づけている。

#### イタリア
イタリアの郵便制度ではPosta raccomandataなどのサービスが書留に当たる。さらに、2003年から法的有効なEメール制度、PEC制度（イタリア語: Posta Elettronica Certificata 直訳：公認された電動郵便）が設立された。2013以降は全ての企業に以上のEメールアドレスの使用が義務付けられた。同年から紙文書の受付は終了した。

#### フランス
フランスの郵便制度ではLettre recommandéeと呼ばれるサービスが書留に当たるが配達証明を兼ねたサービスである。

#### ドイツ
ドイツの郵便制度ではEinschreibenと呼ばれるサービスが書留に当たるが配達証明を兼ねたサービスである。

#### イギリス
イギリスの郵便制度ではRoyal Mail Special Delivery Guaranteedと呼ばれるサービスが書留に当たる。

### アメリカ合衆国
アメリカ合衆国ではアメリカ合衆国郵便公社（USPS）が郵便事業を行っており、書留に当たるサービスはRegistered mailと呼ばれる。

## 国際郵便の書留類

### 国際書留
基本的な特徴は、内国郵便の書留と似ている。郵便物の引受および配達を書面および端末データで記録する。配達時に印鑑、または、サインが必要。追跡番号があるのでインターネットで追跡できる（郵便物が海外にある間は、海外の郵便事業体のサイトで追跡するほうが詳しく分かる）。
特殊取扱料金は460円。
世界の多くの国に、（受取人が留守でなければ）約2週間で送ることができる。EMSと比較すると、安いが遅いサービスである。
大事な書類や小物商品を海外に送るのに利用されている（国際通販事業者向けに、「国際eパケット」という国際書留利用の割安なサービスもある）。
差出方法は、国際普通郵便を送るのと同様に宛名書きして、郵便局で「国際書留でお願いします」と言って差し出せばよい。国際書留専用ラベルもあるが、利用は必須ではない。
国際書留にできる輸送便は、航空便とSAL便だけである。船便書留は万国郵便条約で廃止になった。
国際書留にできる種類は、通常郵便物（書状、小形包装物など全種類）だけであり、国際小包は国際書留にできない。
万一の紛失や破損の場合は、差出人に対して6,000円までの実損額が賠償される。6,000円よりも高額な賠償を必要とする場合にはEMSまたは保険付を利用する。
航空書留は殆どの国宛てに利用できるが、SAL書留は取り扱っていない宛先国が多い。例えば韓国、台湾、オーストラリア、ドイツなどはSAL書留を取り扱っていない。
差出国で付与される追跡番号の頭文字は「R」（Registeredの略）。後述の保険付通常の場合もRから始まる番号の場合が多いので注意が必要。

### 保険付
保険付は、国際書留とは異なり、6,000円を超える損害要償額を設定できる。損害要償額の最低額は2万円で、追加料金を払えば、最高額は（宛先国にもよるが）200万円まで設定できる。
国際郵便で貴重品（国内外の貨幣、有価証券、貴金属）を送る場合は、必ず国際書留または保険付としなければならない（EMSでは送ることはできない。また、貴重品は国際書留ではなく保険付に限る宛先国がある）。
保険付にすることができる種類は、「通常郵便物（ただし航空書状に限る）」と「国際小包」だけである。
保険付を取り扱っていない宛先国は多い。例えば、カナダ、イギリス、ドイツなどは保険付を取り扱っていない。アメリカも保険付通常は取り扱っていない。
保険付通常は、引き受けた後は、国際書留とほぼ同じように輸送・配達している（外国来の保険付通常も日本では国際書留と全く区別せず配達している）。特殊取扱料金は最低510円（損害要償額2万円）。差出国で付与される追跡番号の頭文字は国際書留と同様に「R」のことが多い。
保険付小包は、引き受けた後は、普通小包とほぼ同じように輸送・配達している。特殊取扱料金は最低400円（損害要償額2万円）。差出国で付与される追跡番号の頭文字は普通小包と同様に「C」のことが多い。

### 国際書留・保険付に付加できる特殊取扱

#### 受取通知
宛先に配達したことを差出人に書面で報告するサービス（内国郵便の配達証明のようなもの）。「A.R.」ともいう。
引受局は、引き受けた郵便物に専用の「A.R.葉書」を貼り付ける。宛先国で配達の際に配達員がA.R.葉書を郵便物から剥がしてそれに受取人から受領印、または、受領サインをもらい、配達員は受領印、受領サインの脇に配達日を記入する。この葉書を配達郵便局が差出人に返送することで、正当に配達したことを受領印、または、受領サイン付きで報告する。
受取通知を付けるには、国際書留または保険付としなければならない。
「A.R.」はフランス語で「Avis de Réception（アヴィ・ドゥ・レセプシォン）」の略。